# مرکز کوهستانی شامبالا

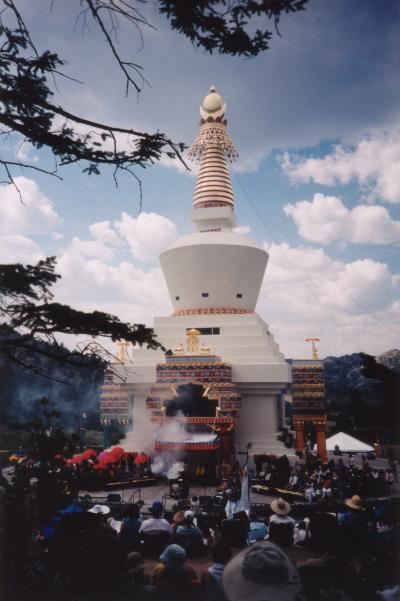

مرکز کوهستانی شامبالا (به انگلیسی: Shambhala Mountain Center) تأسیس ۱۹۷۰ نام یک مرکز تعمق در کلرادو در آمریکاست.
این مرکز توسط استاد ذن بودیسم بنام Chögyam Trungpa تأسیس گردید و هر ساله بازدیدکنندگان زیادی را به خود جذب میکند.